# Лебяжий (приток Кангаша)
Лебяжий — ручей в России, протекает по территории Кестеньгского и Малиновараккского сельских поселений Лоухского района Республики Карелии. Длина ручья — 10 км.
Ручей берёт начало из озера Вита на высоте 90,4 м над уровнем моря.
Течёт преимущественно в северо-восточном направлении по заболоченной местности.
Лебяжий имеет один малый приток длиной 0,8 км.
Втекает на высоте 60,5 м над уровнем моря в реку Кангаш, впадающую в Нижнее Котозеро.
В нижнем течении Лебяжий пересекает трассу Р21 («Кола»).
Населённые пункты на ручье отсутствуют.
Код объекта в государственном водном реестре — 02020000712202000001575.